# Damiq-ilīšu
Damiq-ilīšu war König von Isin. Er folgte seinem Vater Sîn-māgir 1816 v. Chr. auf den Thron und war letzter unabhängiger Herrscher seiner Dynastie. Er musste sich gegen Rim-Sin I. von Larsa und zuvor bereits gegen Sin-muballit von Babylon zur Wehr setzen, was ihm letztlich nicht gelang. Neben den Annalen dieser Herrscher finden sich Hinweise auf ihn in den Inschriften mehrerer Gründungsnägel aus Ton.